# Myles Wakefield
Myles Wakefield (ur. 13 czerwca 1974 w Durbanie) – południowoafrykański tenisista.

## Kariera tenisowa
W zawodowym gronie tenisistów zadebiutował w roku 1995.
W całej karierze wygrywał turnieje z serii ATP Challenger Tour i ITF Men’s Circuit. Jego największym osiągnięciem jest zdobycie deblowego tytułu turnieju rangi ATP World Tour w grze podwójnej w roku 2002 na ceglanych kortach w Casablance. Partnerem deblowym Wakefielda był wówczas Stephen Huss. Ponadto Wakefield był 2-krotnym finalistą rozgrywek ATP World Tour, w Petersburgu (2000) oraz w Delray Beach (2001).
Najwyżej sklasyfikowany wśród singlistów był w lipcu 1998 roku, będąc na 590. miejscu, a w rankingu deblistów we wrześniu 2001 roku zajmował 46. pozycję.
W roku 2004 zakończył karierę sportową. Łącznie na kortach zarobił 321 107 dolarów amerykańskich.

### Finały w turniejach ATP World Tour
| Legenda                                      |
| -------------------------------------------- |
| Wielki Szlem                                 |
| Igrzyska olimpijskie                         |
| Tennis Masters Cup / ATP Finals              |
| ATP Masters Series / ATP Tour Masters 1000   |
| ATP International Series Gold / ATP Tour 500 |
| ATP International Series / ATP Tour 250      |

#### Gra podwójna (1–2)
| Końcowy wynik | Nr | Data              | Turniej      | Nawierzchnia  | Partner        | Przeciwnicy                      | Wynik finału |
| ------------- | -- | ----------------- | ------------ | ------------- | -------------- | -------------------------------- | ------------ |
| Finalista     | 1. | 12 listopada 2000 | Petersburg   | Twarda (hala) | Thomas Shimada | Daniel Nestor Kevin Ullyett      | 6:7(5), 5:7  |
| Finalista     | 2. | 11 marca 2001     | Delray Beach | Twarda        | Thomas Shimada | Jan-Michael Gambill Andy Roddick | 3:6, 4:6     |
| Zwycięzca     | 1. | 14 kwietnia 2002  | Casablanca   | Ceglana       | Stephen Huss   | Martín García Luis Lobo          | 6:4, 6:2     |